# Fernmeldeturm Solling
Der Fernmeldeturm Solling ist ein 159 Meter hoher Fernmeldeturm der Deutschen Funkturm, der 1962 westlich von Espol im Solling, Niedersachsen (Deutschland) errichtet wurde.
Der Fernmeldeturm Solling ist ein Typenturm vom Typ D und der älteste von insgesamt nur fünf gebauten Türmen dieser Klasse. Die Klasse zeichnet sich dadurch aus, dass es keine Betriebskanzel gibt, sondern mehrere über den Turm verteilte Plattformen. Die unterste Plattform des Turms befindet sich auf 25 Meter Höhe. Auf 43,8, 70,6 und 81,2 Meter Höhe gibt es vier große Antennenplattformen. Zwei weitere Plattformen hat der Turm, dessen Betonschaft eine Höhe von 110 Metern besitzt, auf 98,3 und 110 Metern Höhe.

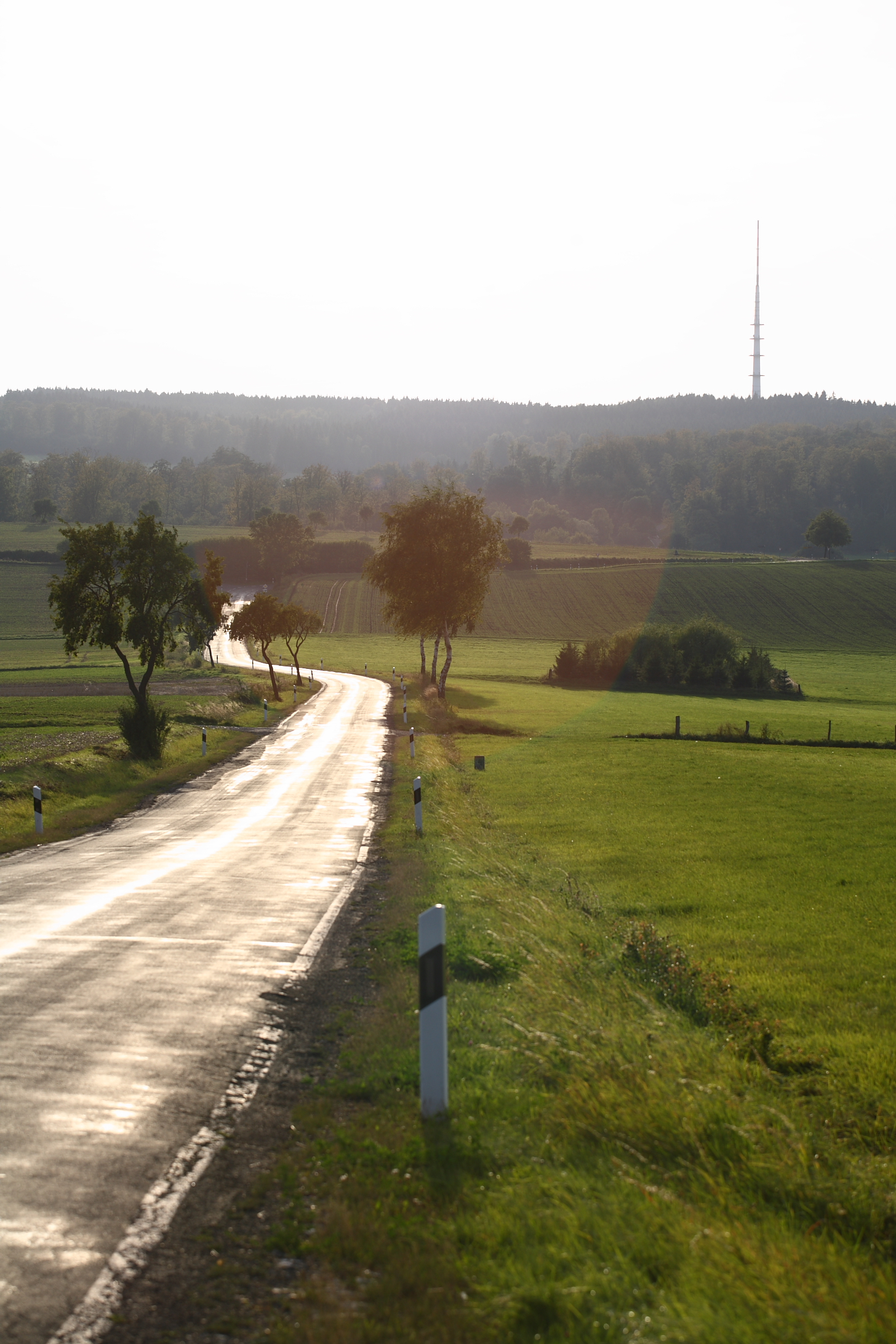
Fernmeldeturm Solling von Weper aus gesehen (entlang der K428)

Der Turm dient zur Abstrahlung von Richtfunk und Fernsehprogrammen. Bis Anfang der 1990er Jahre wurde das Radioprogramm „Radio ffn“ auf 102,8 MHz von hier abgestrahlt, welches dann zum Standort Göttingen-Osterberg verlagert wurde. Seit dem 29. Mai 2006 werden von diesem Turm Fernsehprogramme im DVB-T-Standard verbreitet. Am 8. November 2017 erfolgte die Umstellung auf DVB-T2 mit HEVC Bildcodierung.
Folgende DVB-T2-Bouquets werden ausgestrahlt:
| Kanal | Frequenz (MHz) | Multiplex                                   | Programme im Multiplex | ERP (kW) | Antennen- diagramm rund (ND)/ gerichtet (D) | Polarisation horizontal (H)/ vertikal (V) | SFN mit |
| ----- | -------------- | ------------------------------------------- | --- | -------- | ------------------------------------------- | ----------------------------------------- | --- |
| 23    | 490            | ARD Digital (NDR)                           | - Das Erste HD - phoenix HD - arte HD - tagesschau24 HD - one HD Radio: - NDR Blue - NDR Info Spezial - NDR Kultur - NDR Schlager | 50       | ND                                          | H                                         | Alfeld (Reuberg), Braunlage (Hütteberg), Braunschweig-Broitzem, Braunschweig-Innenstadt, Göttingen (Espol-Solling), Göttingen-Hetjershausen, Hannover (Telemax), Hannover-Hemmingen, Hildesheim (Sibbesse), Torfhaus (Harz-West) |
| 35    | 586            | Gemischter Multiplex von ZDF und freenet TV | - ZDF HD - 3sat HD - KiKa HD - ZDFneo HD - ZDFinfo HD - freenet TV connect (HbbTV-Dienst mit mehreren Streams, HbbTV v1.5 erforderlich) | 50       | ND                                          | H                                         | Göttingen (Espol-Solling), Habichtswald, Hoher Meißner, Kassel (Söhrewald) |
| 40    | 626            | ARD regional (NDR) Niedersachsen            | - NDR Fernsehen HD (Niedersachsen) - WDR Fernsehen (Köln) HD - hr-Fernsehen HD / NDR FS HD (HH)(zeitw.) - mdr Fernsehen (Sachsen-Anhalt) HD / NDR FS HD (MV)(zeitw.) - BR Fernsehen Süd HD / NDR FS HD (SH)(zeitw.) Radio: - N-Joy - NDR 1 NDS HAN - NDR 2 - NDR Info | 50       | ND                                          | H                                         | Alfeld (Reuberg), Braunlage (Hütteberg), Braunschweig-Broitzem, Braunschweig-Innenstadt, Göttingen (Espol-Solling), Göttingen-Hetjershausen, Hannover (Telemax), Hannover-Hemmingen, Hildesheim (Sibbesse), Torfhaus (Harz-West) |

Optional lassen sich zusätzliche im NDR-Angebot und bei Freenet TV connect als Verknüpfung enthaltene Programme über eine Internetverbindung wiedergeben, falls das Empfangsgerät HbbTV (ab Version 1.5) unterstützt (NDR via IP: ARD-alpha HD, rbb Brandenburg HD, SR Fernsehen HD, SWR BW HD, …).
 Empfangsparameter 
| Verwendet von (HD-Programme pro Mux)   | Modulations- verfahren | Coderate | FFT-Modus    | Guard- intervall | Pilottöne       | Datenrate [Mbit/s] |
| -------------------------------------- | ---------------------- | -------- | ------------ | ---------------- | --------------- | ------------------ |
| ZDF (5)                                | 64-QAM                 | 3/5      | 16k extended | 19/128           | Pilot Pattern 2 | 22,0               |
| ARD Digital (NDR) (5) NDR regional (5) | 64-QAM                 | 1/2      | 16k extended | 19/128           | Pilot Pattern 2 | 18,2               |

Der Sender diente bis zur Einführung von DVB-T als analoger Grundnetzsender für folgende Programme:
| Programme                     | Kanal | ERP / Polarisation       |
| ----------------------------- | ----- | ------------------------ |
| ZDF                           | E21   | 160 kW, horizontal, rund |
| NDR Fernsehen (Niedersachsen) | E59   | 250 kW, horizontal, rund |